# 孫慮
孫 慮（そん りょ）は、中国三国時代の呉の皇族。字は子智。父は孫権。兄は孫登。弟は孫和・孫覇・孫奮・孫休・孫亮。妻は潘濬の娘。

## 生涯
幼いころから聡明で才芸を身につけたので、孫権に可愛がられた。黄武7年（228年）に建昌侯に封ぜられた。
黄龍元年（229年）、孫権は武昌から建業に再び遷都したが、武昌には太子孫登や皇子たちを置き、陸遜を武昌に召し寄せた上で、皇子や公子たちの教育係を務めさせた。当時、孫慮は闘鴨に熱中していたため、陸遜から学問に勤しむよう諌められたこともあった。孫慮はすぐに鴨の欄を取り壊したという。
黄龍2年（230年）、顧雍は上奏し、孫慮の位を進めて王にすべきと進言した。孫権は一度これを拒絶したが、尚書僕射からも同様の勧めがあったため、王にする代わりに軍府を開くことを認めさせ、鎮軍大将軍に任じた。黄龍3年（231年）、九江付近の半州に開府した。このとき招かれた人物として薛綜がおり、長史として事務統括を任された。
孫慮は年が若かったため、力量が危ぶまれたが、法を遵守し、師友の言葉を重んじたため、周囲の期待以上の治績を挙げた。
嘉禾元年（232年）春正月に死去。享年20であった。孫権はその死を嘆き、食事も咽を通らないほどであった。
陳寿は、孫慮を孫和と共に「優れた資質を備え、自ら修養に励んだ人物」として評しつつも、短命に終わったことを哀しむべきことであったとしている。